# Masahiro Koga
Masahiro Koga (Okawa, 8 september 1978) is een Japans voetballer.

## Carrière
Masahiro Koga speelde tussen 1997 en 2011 voor Nagoya Grampus Eight, Kashiwa Reysol en Júbilo Iwata. Hij tekende in 2012 bij Avispa Fukuoka.